# Mustelinae
Die Unterfamilie Mustelinae gehört zur Familie der Marder (Mustelidae) und umfasst unter anderem die Wiesel, die Nerze, und die Iltisse.

## Allgemeines
Es handelt sich um relativ kleine Raubtiere, ihr Fell ist meist braun oder schwarz gefärbt, bei einigen Arten sind Streifen oder andere Fellzeichnungen vorhanden.
Die Vertreter der Unterfamilie sind nahezu weltweit verbreitet, sie fehlen lediglich in Australien und dem pazifischen Raum sowie auf Madagaskar und anderen entlegenen Inseln. Sie nutzen sowohl als boden- als auch baumbewohnende Arten eine Vielzahl von Lebensräumen.

## Gattungen
Zu dieser Unterfamilie wurden ursprünglich je nach Sichtweise 33 bis 35 Arten in 10 bis 11 Gattungen gezählt. Nach neueren genetischen Studien gehören aber nur noch die Gattungen Mustela, Lyncodon und Neogale zu dieser Unterfamilie und somit nur noch drei Gattungen mit knapp über 20 Arten.
- Mustela (Wiesel, Iltisse, Europäischer Nerz und andere), 16 Arten
- Neogale mit dem Amerikanischen Nerz, dem Langschwanzwiesel, dem Tropischen Wiesel, dem Kolumbianischen Wiesel und dem ausgestorbenen Seenerz[2]
- Lyncodon mit dem Patagonischen Wiesel als einziger Art

Die anderen ursprünglich auch hinzugezählten Gattungen wurden hingegen in andere Unterfamilien verschoben.
Der Unterfamilie Guloninae werden jetzt zugeordnet:
- Echte Marder (Martes), 8 Arten
- Fischermarder (Pekania pennanti)
- Vielfraß (Gulo gulo)
- Tayra (Eira barbara)

Der Unterfamilie Ictonychinae werden jetzt zugeordnet:
- Tigeriltis (Vormela peregusna)
- Grisons (Galictis), 2 Arten
- Zorilla (Ictonyx striatus)
- Libysches Streifenwiesel (Ictonyx libyca)
- Weißnackenwiesel (Poecilogale albinucha)

Zuvor wurde manchmal auch der Silberdachs (Taxidea taxus) aus der Unterfamilie Taxidiinae der Unterfamilie Mustelinae zugerechnet.

## Gefährdung
Sämtliche Arten dieser Unterfamilie werden in der Roten Liste gefährdeter Arten der Weltnaturschutzunion IUCN geführt. Drei Arten werden als stark gefährdet (Endangered) bezeichnet; ebenfalls drei Arten werden in die Kategorie gefährdet (Vulnerable) gestellt; eine Art wird mit der Kategorie gering gefährdet (Near Threatened) versehen; für zwei Arten sind nicht genügend Daten (Data Deficient) für eine Beurteilung vorhanden und die restlichen Arten werden als ungefährdet (Least Concern) geführt.
Eine Art, der Seenerz, gilt als ausgestorben (Extinct).